# Stenasellus magniezi
Stenasellus magniezi là một loài chân đều trong họ Stenasellidae. Loài này được Escola miêu tả khoa học năm 1975.